# Agent Fresco
Agent Fresco — ісландський гурт, у музиці якого поєднано альтернативний рок, артрок, важкий метал, мат-рок та інші стилі.
Колектив був створений у 2008 році і вже за декілька тижнів після заснування взяв участь і переміг у Músíktilraunir (ісландський варіант «Battle of the Bands»). Він також був відзначений в номінаціях «найкращий гітарист», «найкращий барабанщик» та «найкращий басист». Першим офіційним записом гурту був EP «Lightbulb Universe».
Наприкінці 2010 року Agent Fresco випустили свій перший альбом «A Long Time Listening».
7 серпня 2015 року гурт випустив свій другий альбом «Destrier».

## Нагороди
Agent Fresco здобули нагороду «Kraumur Award» за альбом «Lightbulb Universe».
У 2009 році Agent Fresco були визнані найкращим гуртом на Íslensku Tónlistarverðlaunin.

## Дискографія

### Альбоми
- 2008 — «Lightbulb Universe»
- 2010 — «A Long Time Listening»
- 2015 — «Destrier»

### Сингли
- 2008 — «Eyes of a Cloud Catcher»
- 2010 — «Translations»
- 2011 — «A Long Time Listening»
- 2014 — «Dark Water»
- 2015 — «See Hell»
- 2015 — «Wait For Me»